# شينا فيليبس
شينا فيليبس أو شينا جيليام فيليبس (بالإنجليزية: Chynna Phillips أو Chynna Gilliam Phillips)‏ هي مغنية وممثلة أمريكية، ولدت في 12 فبراير 1968 بلوس أنجلوس (ولاية كاليفورنيا، الولايات المتحدة)، وهي زوجة الممثل الأمريكي وليام بالدوين.

## الأفلام
| Film  | Film                    | Film                       | Film    |
| السنة | الفيلم                  | الدور                      | ملاحظات |
| ----- | ----------------------- | -------------------------- | ------- |
| 1975  | Little Boy Blue         |                            |         |
| 1987  | Some Kind of Wonderful ‏ | Mia                        |         |
| 1988  | The Invisible Kid       | Cindy Moore                |         |
| 1988  | كاديشاك الثاني ‏         | Mary Frances "Miffy" Young |         |
| 1989  | Say Anything...         | Mimi                       |         |
| 2011  | الإشبينات (فيلم)        | Herself                    |         |